# Élevage au Laos
L’élevage au Laos est l'ensemble des activités qui a pour but de reproduire les animaux au Laos. L'élevage permet de fournir de la viande à la population du Laos, ensuite commercialisé le reste à l'extérieur du pays.

## Histoire
Le Laos est un pays de l'Asie du sud-est traversé par le Mékong et réputé pour ces terrains montagneux. Depuis les temps historiques les éleveurs du Laos prospéraient grâce aux régions montagneuses verdoyantes. Ils élevaient même des buffles et des taureaux. La réforme foncière a permis de développer l'élevage. 

## Types d'élevage

### Élevage des éléphants
Il existe au Laos une tradition d'élevage d'éléphants d'Asie vieille de plusieurs siècles. Cet élevage est inextricablement lié au travail forestier permis par les éléphants. Les éléphants qui se reproduisent au Laos furent convoités pour leur ivoire et leur viande ; leur commercialisation a réduit les effectifs de espèce de moitié entre 1987 et 2017. Les autorités ont mis en place des stratégies pour encourager leur reproduction.

### Élevage des poissons
Les poissons sont élevés au Laos avec des techniques adaptées à leur région. La reproduction des animaux aquatiques comme le crabe, la crevette est très considérée à cause de la consommation locale. Une partie de l'aquaculture est basée sur les poissons exotiques. Ainsi, plusieurs projets de soutien au développement de l'élevage des poissons comme JICA (agence japonaise de la coopération internationale) sans oublier le soutien des États-Unis. Acquacole aussi est utilisé au Laos, cette technique est utilisée sur les étangs pour fournir de la nourriture aux poissons.
Des expériences de domestication des espèces endémiques du Mékong Cirrhinus microlepis (cyprinidé), Hemibagrus wyckioides, Pangasius hypophthalmus, Pangasius conchophilus et Pangasius krempfi ont été menées afin d'évaluer la possibilité d'élevage contrôlé, en 2006.

### Élevage des insectes
L'élevage des insectes est développé au Laos. L'ONU soutien cet élevage et la consommation d'insectes au Laos. Des institutions forment également des volontaires dans ce domaine pour faire reproduire les insectes destinés à la consommation.

### Élevage ovin
L'élevage ovin concerne les moutons.

### Laotriton laoensis
Il existe au Laos une activité d'élevage conservatoire d'une espèce de tritons locale, Laotriton laoensis. Son commerce (notamment comme animal de compagnie) est officiellement interdit depuis 2008, mais difficile à contrôler, sa pêche, sa consommation et son utilisation en médecine traditionnelle restant pratiqués. L'élevage de cette espèce est théoriquement interdit à partir d'animaux capturés dans la nature.